# Can Gallart (Argentona)
Can Gallart és una obra d'Argentona (Maresme) protegida com a Bé Cultural d'Interès Local.

## Descripció
Xalet monumental, de planta irregular, amb cossos exempts, amb planta semisoterrània, planta baixa i dos pisos, i torre adossada.
L'estil, sobretot de les cobertes i els diferents cossos, s'assimilaria al centre-europeu amb parts neoclàssiques, amb grans ràfecs suportats per bigues de fusta i coberta amb teula vidriada.
De l'interior destacaria, a la planta baixa, un gran hall amb sostres motllurats amb guix, especialment el del saló del SE i el del despatx, amb enteixinat de fusta. També les columnes amb capitells jònics. Els terres són originals, ja sigui de ceràmica o parquet.
S'accedeix al pis per una gran escala amb barana de fusta. El pis destaca pels enrajolats i els sostres motllurats de guix, així com la fusteria. Dels segon pis només destaquen els enrajolats. L'escala que puja a la torre mirador té barana de fusta, i les parets tenen esgrafiats.
La casa fou restaurada a finals dels anys seixanta per l'arquitecte Enric Puiggalí.